# Franz Roth (Fossiliensammler)
Franz Roth (* 25. August 1837 in Hallstatt; † 25. Dezember 1913 in Hallstatt) war ein österreichischer Bergmann und Fossiliensammler.
Roth war ein Mitarbeiter des Paläontologen Edmund Mojsisovics von Mojsvár, für den er im Hallstätter Raum Fossilien sammelte. Mojsisovics benannte die Ammoniten-Art Juvavites rothi nach Franz Roth.
Franz Roth war der Vater von Gottlieb Roth.